# Jucu
Jucu er en kommune i Transsylvanien i Rumænien, distrikt Cluj, med 4.133 indbyggere.